# Ophiopsila polyacantha
Ophiopsila polyacantha är en ormstjärneart som beskrevs av Hubert Lyman Clark 1915. Ophiopsila polyacantha ingår i släktet Ophiopsila och familjen Ophiocomidae. Inga underarter finns listade i Catalogue of Life.